# Amblycorypha longinicta
Amblycorypha longinicta är en insektsart som beskrevs av Walker, T.J. 2004. Amblycorypha longinicta ingår i släktet Amblycorypha och familjen vårtbitare. Inga underarter finns listade i Catalogue of Life.